# Beghinaggio

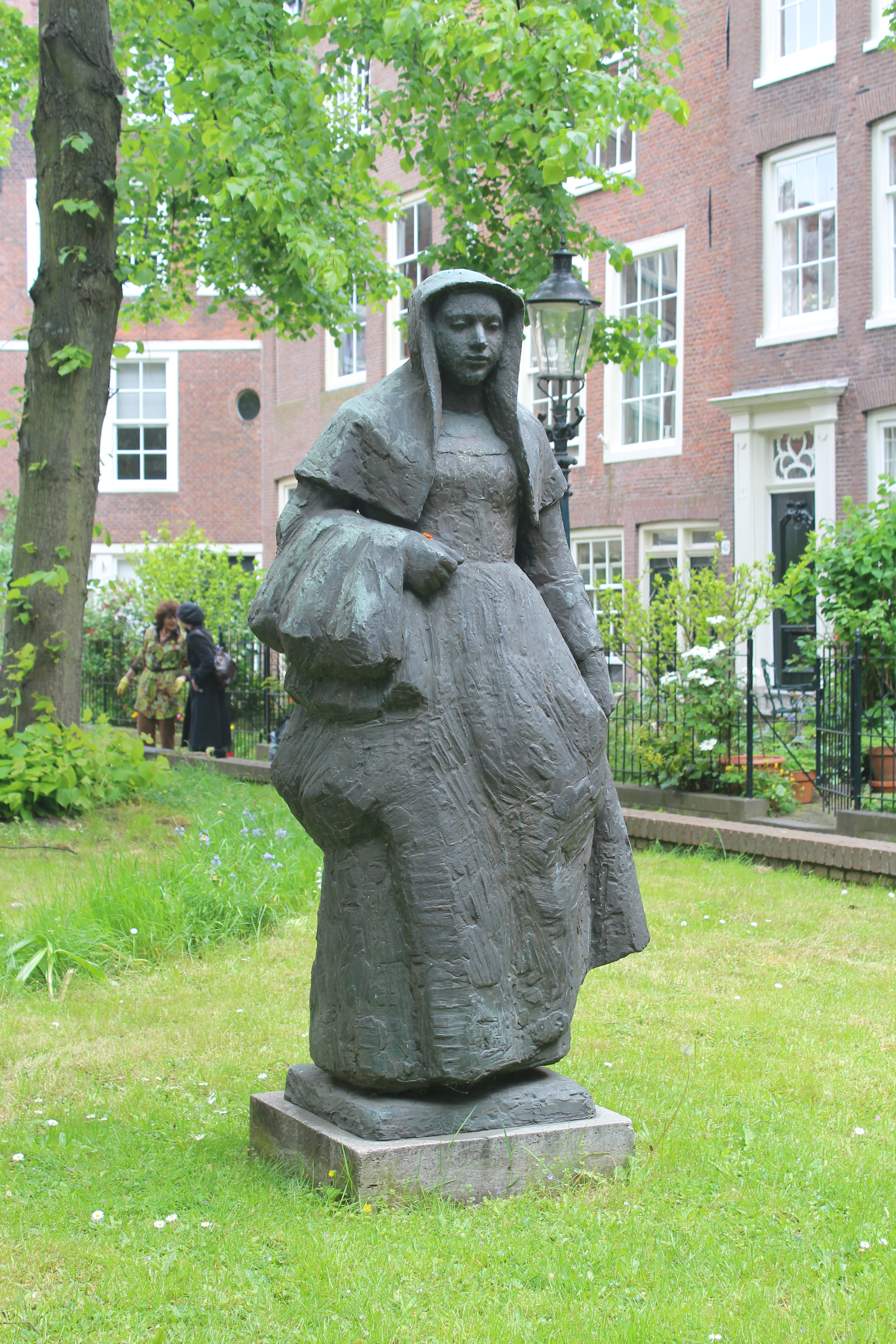
Statua di una beghina

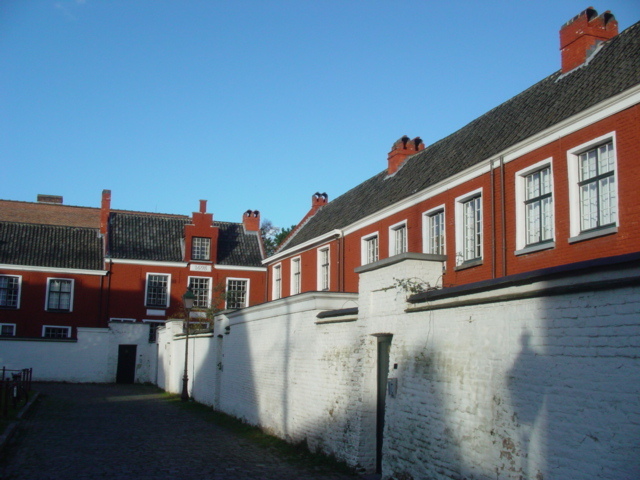
Il beghinaggio di Nostra Signora, uno dei 3 presenti a Gand

Il termine beghinaggio (in olandese "Begijnhof") può riferirsi ad una comunità autonoma di beghine, in particolare nell'Europa settentrionale, o a un gruppo di edifici integrati, di solito costruiti intorno ad un cortile alberato, che ospita tale comunità e comprende non solo le strutture domestiche e monastiche, ma anche i laboratori utilizzati dalla comunità e un'infermeria. Si tratta di confraternite laiche fondate perlopiù nel XIII secolo nei Paesi Bassi da pie donne cattoliche.

## I beghinaggi sul continente
Un beghinaggio è composto da un cortile circondato da piccole abitazioni. Spesso è circondato da un muro e isolato dalla città da una o due porte. Qui venivano ospitate da benefattori delle povere e anziane beghine. I beghinaggi si trovano in un'area che grossomodo corrisponde agli odierni Paesi Bassi, Belgio, Francia settentrionale e nord-orientale e Germania occidentale e nord-occidentale.
Le beghine erano un movimento religioso composto da donne. Secondo lo storico belga Henri Pirenne, il loro successo è dovuto alla sproporzione nel numero di donne rispetto a quello degli uomini venutosi a creare a causa di guerre e operazioni militari, eventi che causarono la morte di un enorme numero di uomini. Un gran numero di donne non aveva altra scelta se non quella di unirsi e ottenere l'aiuto di ricchi benefattori.
La stessa cosa accadde agli inizi del XX secolo, quando i conventi godettero di un notevole successo. La rigidità di alcuni ordini, come per esempio quello Cistercense, spinse molte donne a cercare monasteri in cui la regola era un po' meno severa. Come si può facilmente intuire, l'improvviso successo di questi conventi obbligò a rifiutare, con l'andar del tempo, un gran numero di richieste d'accesso. Inoltre un ulteriore ostacolo veniva dal fatto che in molti casi era richiesto un certo grado di prosperità per essere ammesse nel monastero. Per questa ragione gli ordini come quello dei Domenicani, che non avevano quest'obbligo, ebbero il successo maggiore.

## Beghinaggi famosi in Belgio
- Anversa
- Bruges
- Courtrai
- Dendermonde
- Diest

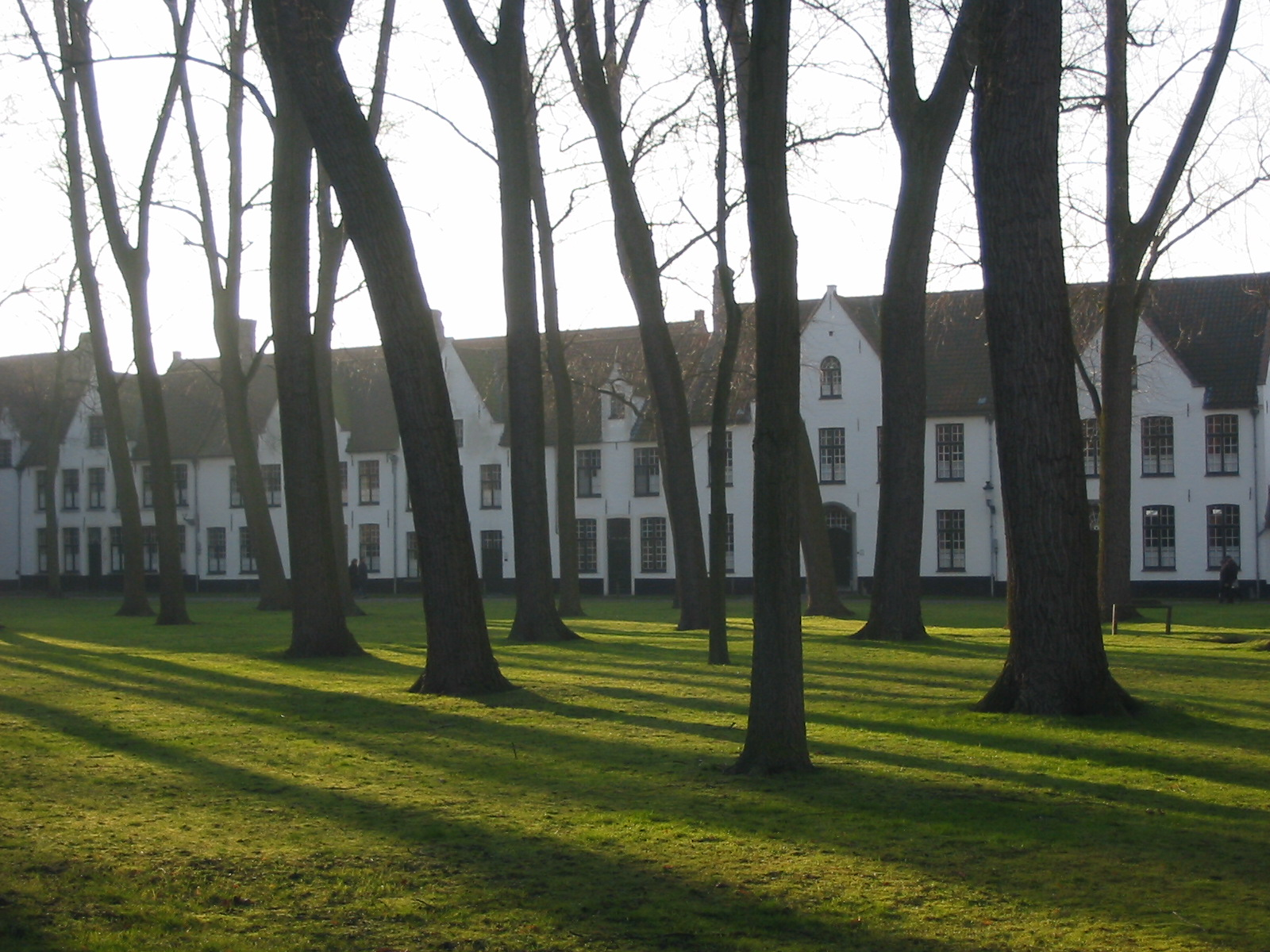
Il Beghinaggio di Bruges

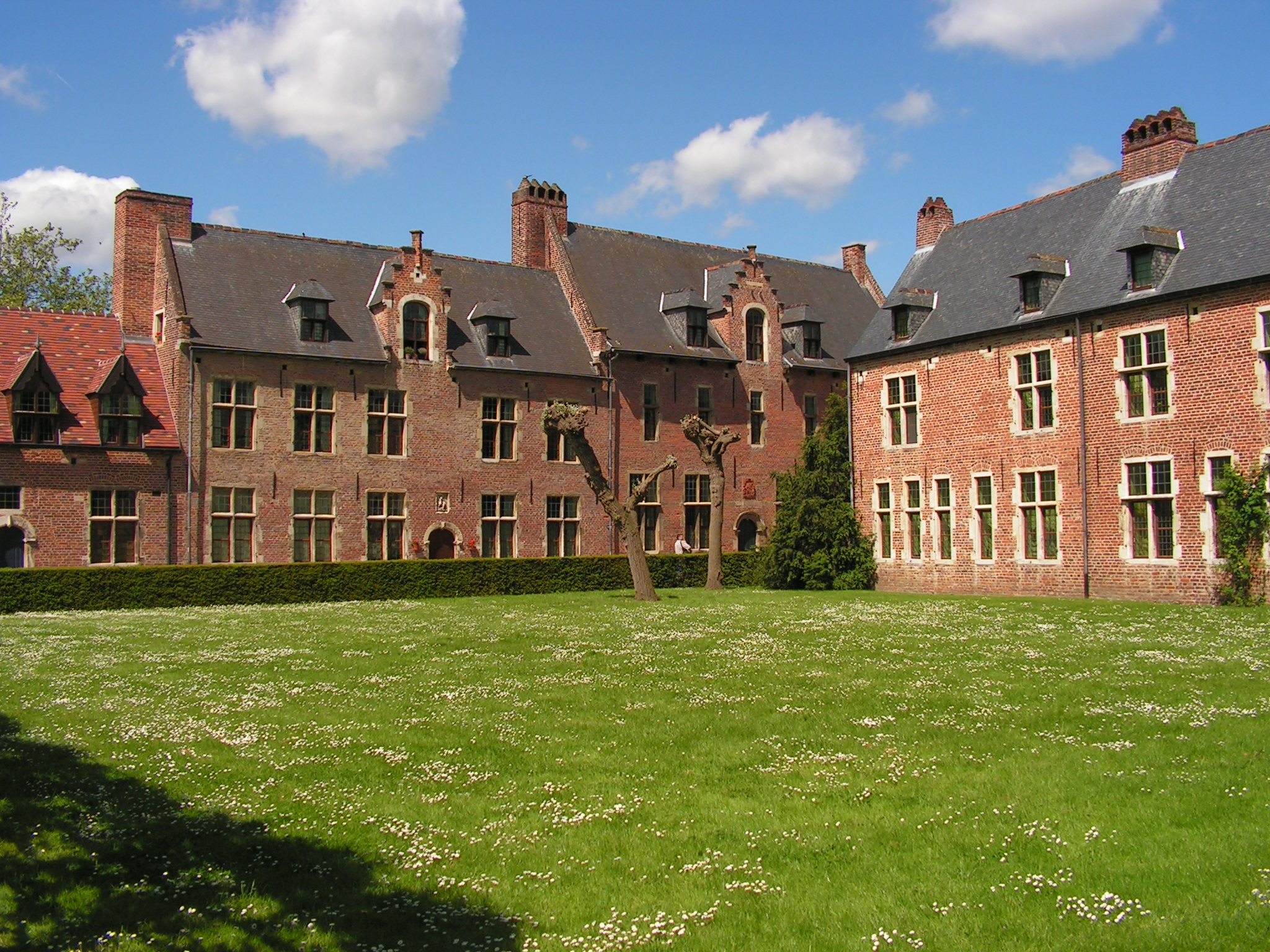
Il Grande beghinaggio di Lovanio

- Gand (sono 3: il vecchio beghinaggio di Santa Elisabetta, il nuovo beghinaggio di Santa Elisabetta e il beghinaggio di Nostra Signora (Ter Hooyen))
- Hoogstraten
- Lier
- Lovanio (sono 2: il Grande e il Piccolo beghinaggio)
- Malines (sono 2: il Grande e il Piccolo beghinaggio)
- Sint-Truiden
- Turnhout
- Tongeren

I beghinaggi fiamminghi sono stati inseriti nell'elenco dei Patrimoni dell'umanità dell'UNESCO nel 1998.

## Altri beghinaggi
- Begijnhof, Amsterdam, Paesi Bassi
- Breda, Paesi Bassi
- Beghinaggio di Saint Vaast, Cambrai, Francia
- Elm Hill Houses, Norwich, Inghilterra